# Кашевиці
Кашевиці (пол. Kaszewice) — село в Польщі, у гміні Клюки Белхатовського повіту Лодзинського воєводства.
Населення — 680 осіб (2011).
У 1975-1998 роках село належало до Пйотрковського воєводства.

## Демографія
Демографічна структура станом на 31 березня 2011 року:
|          | Загалом | Допрацездатний вік | Працездатний вік | Постпрацездатний вік |
| -------- | ------- | ------------------ | ---------------- | -------------------- |
| Чоловіки | 327     | 67                 | 215              | 45                   |
| Жінки    | 353     | 76                 | 188              | 89                   |
| Разом    | 680     | 143                | 403              | 134                  |